# Noun (rivière)
Pour les articles homonymes, voir Noun (homonymie).
Le Noun est une rivière au Cameroun, et un affluent du Mbam, dans le bassin versant de la Sanaga. Il constitue - dans la Région de l'Ouest - une limite naturelle entre le pays Bamiléké et ses départements sur sa rive droite d'une part, et le pays Bamoun dans le département du Noun sur la rive gauche d'autre part.

## Géographie

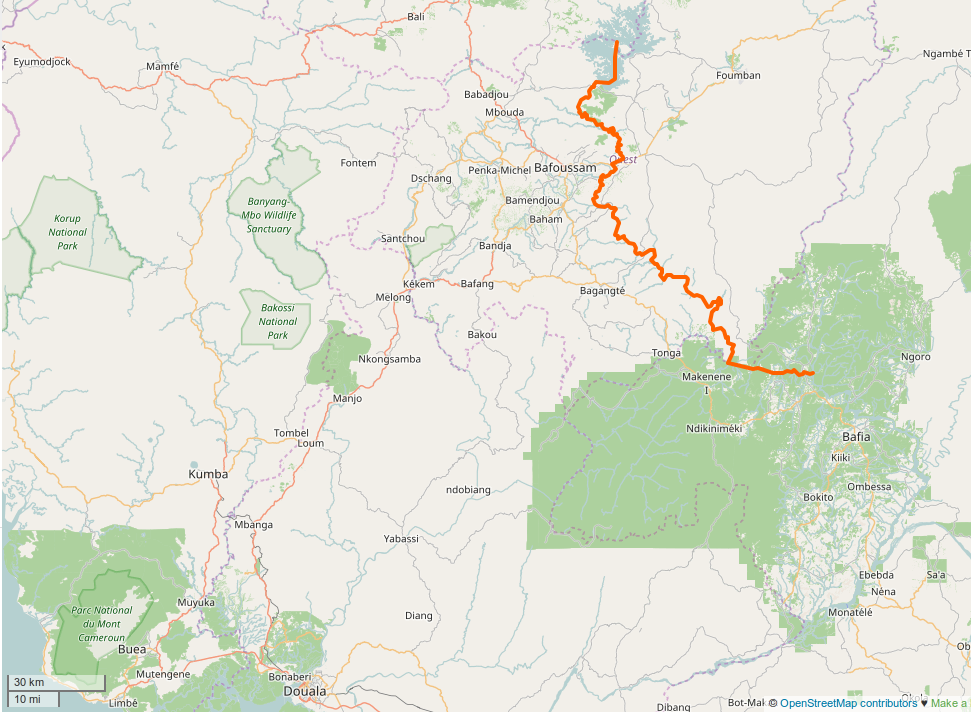

Il coule du Lac Oku (6° 11′ 34″ N, 10° 27′ 14″ E) vers le sud. Il est rejoint par la rivière Monoun et descend dans la plaine du Noun entre le mont Ngotsetzezan et le mont Yahou. Il tourne vers l'est à environ 5 ° de latitude nord. Il se jette sur le Mbam (4° 54′ 42″ N, 11° 06′ 02″ E), qui est lui-même un affluent de la Sanaga.

### Affluents
- Mifi-Sud, rive droite
- Nafoumba, Maouat[4].

## Cours

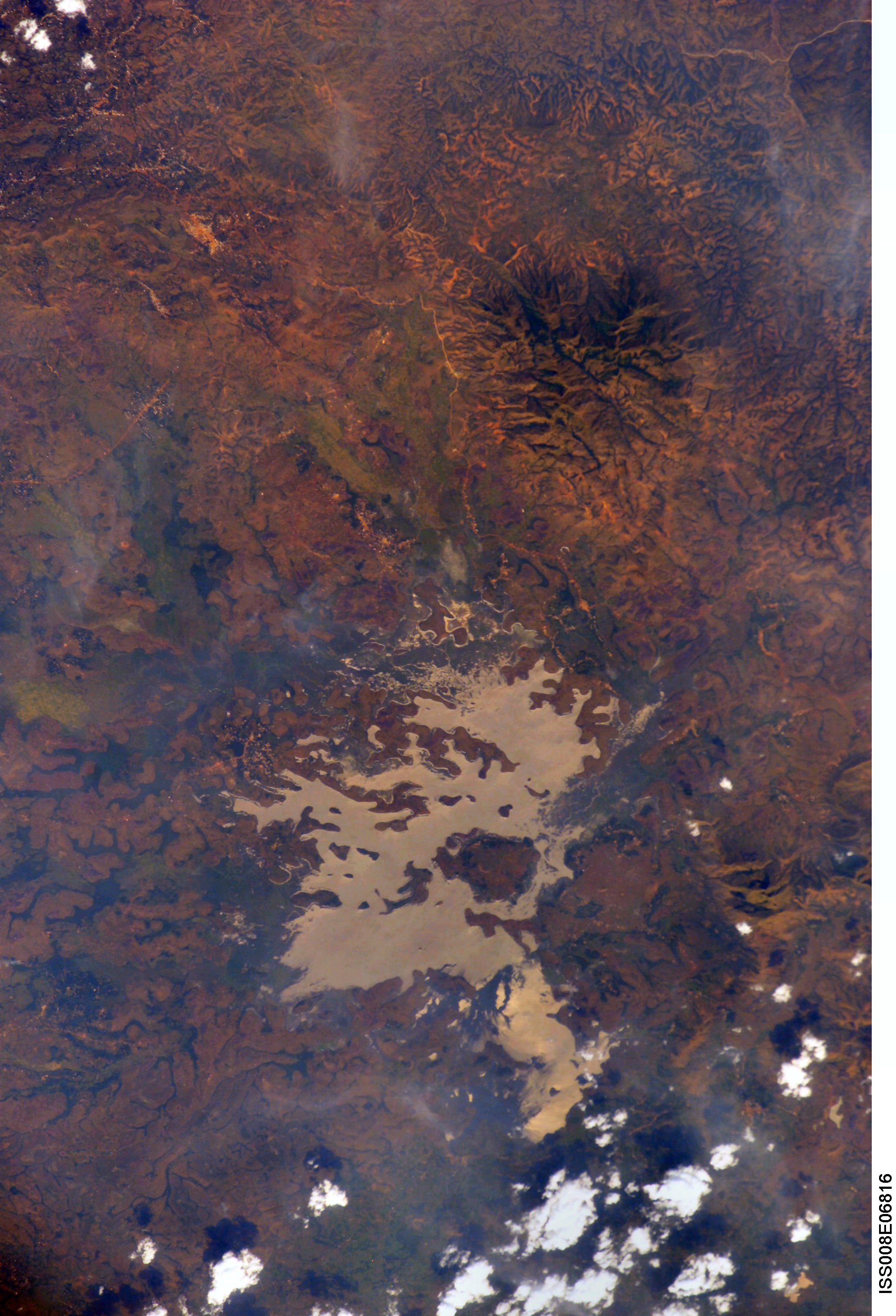
Le lac Bamendjing et le massif Mban en haut à droite sont le réservoir du Noun. Image NASA 2003.

Le Noun prend sa source au flanc du Mont Oku dont il descend pour aboutir dans la plaine de Ndop, dans une vaste cuvette en partie marécageuse. Cette cuvette est fermée par un barrage entre Bamendjing et Njingoumbé, qui régule la Sanaga par une réserve de 1,85 milliard de mètres cubes. Construit en 1974, le barrage de retenue d'eau crée un lac artificiel qui couvre 333 km2 de terre lorsqu'il sera plein. Le lit du fleuve et ses principaux affluents débordant ainsi sur la haute partie du bassin.
Après la cuvette, il reçoit ses affluents des Monts Bamboutos et Lefo, la Mifi-nord et sud, grossie de la Métchié-Choumi. Le Noun franchit les chutes de Foumbot (14 + 4 m), puis une série de rapides sur plusieurs kilomètres.
Après le pont de Bafoussam, le Noun s'engage par un coude en direction du sud-ouest, dans une large vallée dominée à l'ouest par le pays Bamiléké. La pente moyenne passe à l'Est de Bangangté, devient assez forte et régulière (4 m/km) avec des cassures marquées par des rapides.
Après avoir reçu le Ndé en rive droite, il prend la direction Est pour se jeter au bout de vingt-cinq kilomètres dans le Mbam. En aval du confluent du Noun, le Mbam prend la direction du sud-ouest pour passer en une série de rapides et petites chutes entre deux reliefs : au nord, le Massif de Ngoro et, au sud, la Montagne de Bape.
Puis sa pente décroît, son lit s'étale et s'encombre d'îles, ses rives se bordent de plaines d'inondation : un coude en angle droit l'amène en direction sud-est. Il reçoit le Ndjim et grossi de la Mpem, qui draine la zone sud des Monts de Yoko et de Linte, puis va rejoindre la Sanaga, 23 km en aval du bac de Goura.
Principal affluent du Mbam, le Noun prend sa source aux environs de 2 600 m d'altitude ; il court sur 269 km avant d'atteindre le Mbam à l'altitude de 524 m, sa pente moyenne peut être estimée à 7,7%.
Le bassin est dominé au nord par le Massif d'Oku (3 008 m) et à l'ouest par les Monts de Bamenda. En piedmont, le Noun draine la plaine de Ndop vaste zone inondable en crue englobant quelques marais permanents.

## Hydrométrie et navigabilité
Superficie du bassin : 7 562 km2.

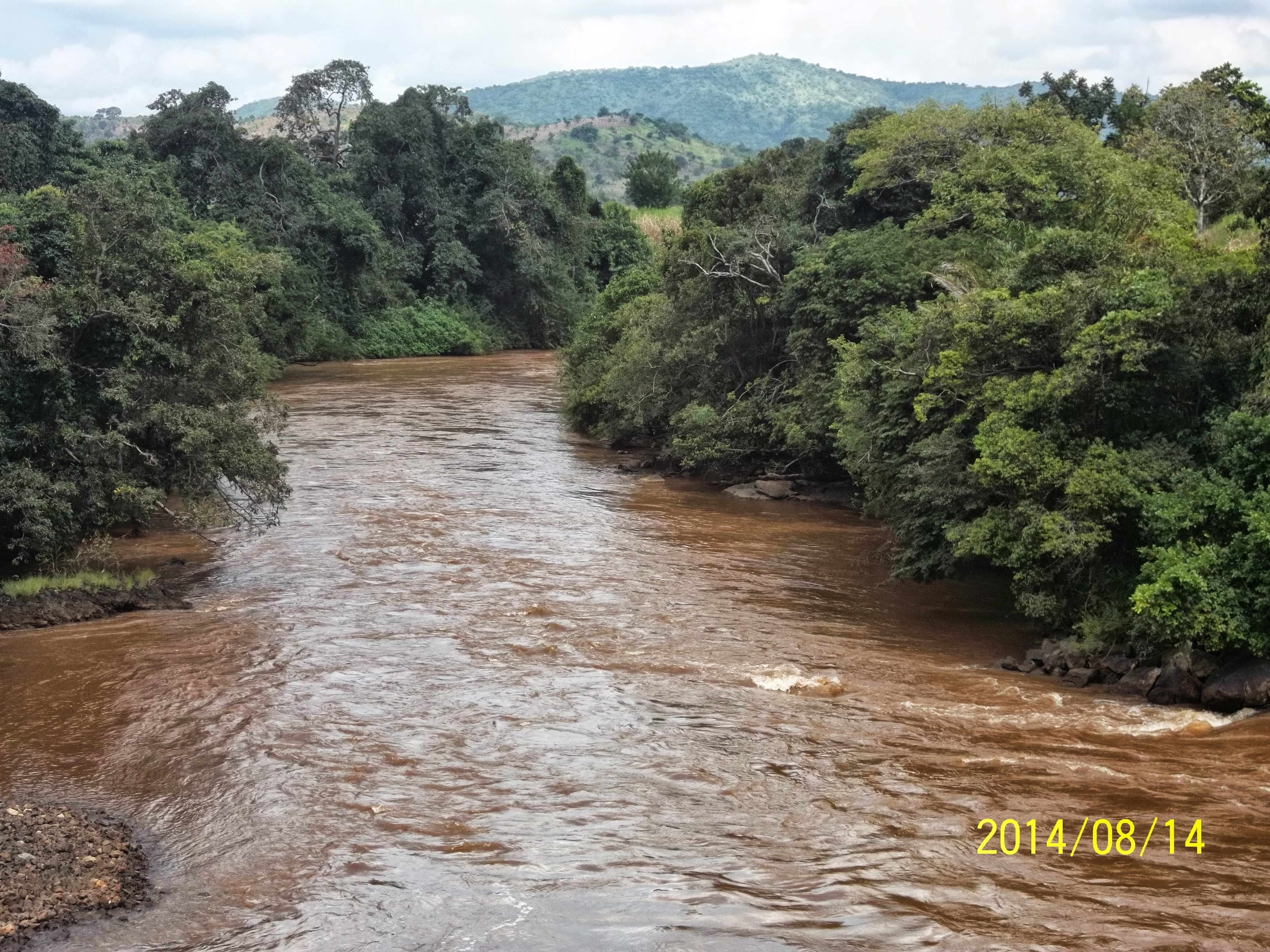
Le Noun, fleuve camerounais.

Le fleuve n'est pas navigable sur toute sa longueur.
Le Noun a dans l'ensemble un profil à forte pente et son cours présente de nombreuses chutes et rapides dans la région marécageuse de Bambalang-Njitapon, à la zone de confluence.
Un barrage sur le Noun a été construit à Bamendjing en 1975 (5° 41′ 55″ N, 10° 30′ 03″ E) entrainant la création d'un réservoir du même nom. À son maximum, le réservoir est de 32 km de long et 276 km de large. Sa superficie varie de 150 km2 à 300 km2

## Géographie
Une zone de plaine très fertile marquée par une manifestation volcanique éteinte ayant donné naissance, du Nord–ouest au Sud, à des massifs énormes dont le Mont Kogham (2 263 m), le Mont Mbapit (1 990 m) qui comporte des lacs de cratère, et le Mont Mbam (2 335 m).
Le réseau hydrographique du département est dominé par quelques grands cours d’eau dont le Noun de l’ouest vers le Sud, la Mapé et le Mvî au Nord, le Nchi au Centre, le Dja et le Mweng au Sud. Ces petits fleuves et rivières sont presque tous des affluents de l’important fleuve Mbam qui porte dans le Noun le nom « Ripâ ».
Deux grands barrages de retenue d’eau sur le Noun à Bamendjing et sur la Mapé à Magba permettent, dans le cadre d’une exploitation hydroélectrique, de régulariser en aval le cours du grand fleuve Sanaga dont le Mbam est un affluent.
Du fait de la tectonique, le département du Noun compte des nombreux lacs. D’une part, des lacs de retenue comme le Lac Petponoun. D’autre part, des lacs de cratère comme le Lac mystique Mfou sur le Mont Mbapit et le Lac Monoun à Njindoun.

### Faune
Riches en poissons d’espèces diverses (Tilapia Camerounais, Silaridaes etc.), les eaux des lacs et rivières qui desservent le département comportent aussi des crocodiles et des hippopotames.
De son côté, l’avifaune est très fournie et diversifiée. On y retrouve, entre autres, des espèces particulières telles que les canards et pintades sauvages, les francolins, etc..
Les hôtes de la rivière Noun : hippopotame qui peut être vu toute l'année, dans les régions sauvages de la rivière, ainsi que de nombreux oiseaux, comme le palmiste africain, la guêpier, l'ombrette africaine et le martin.

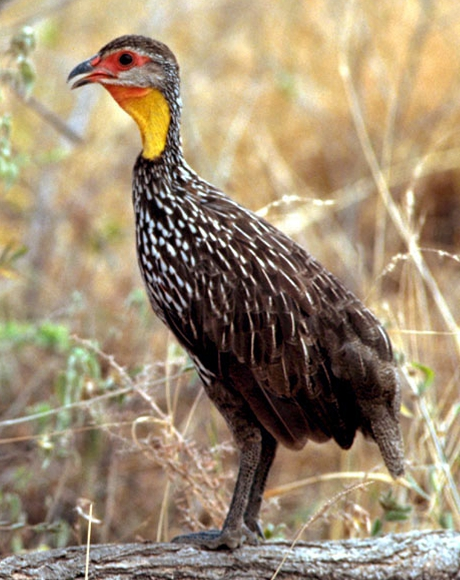
Francolin
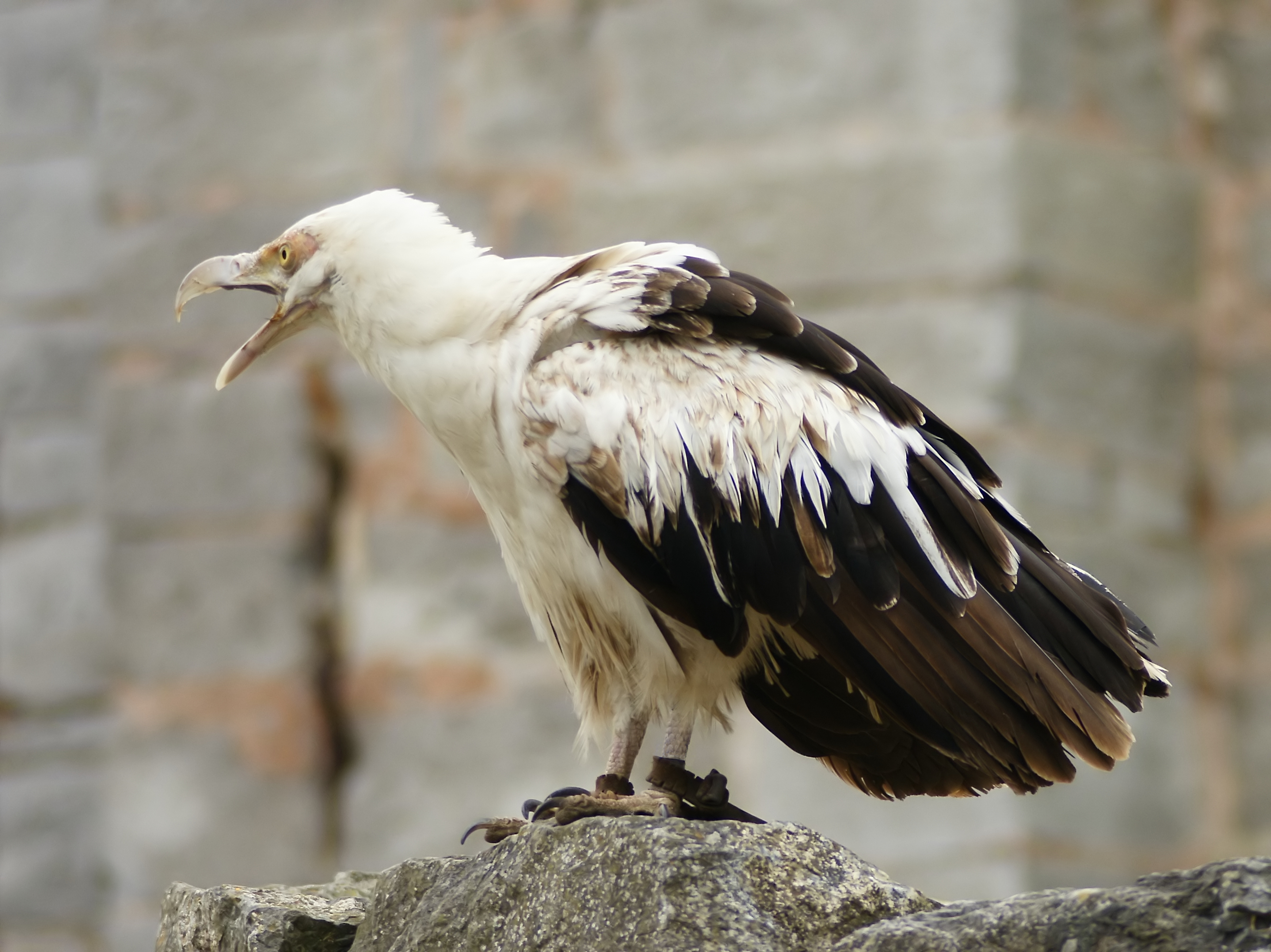
Palmiste africain
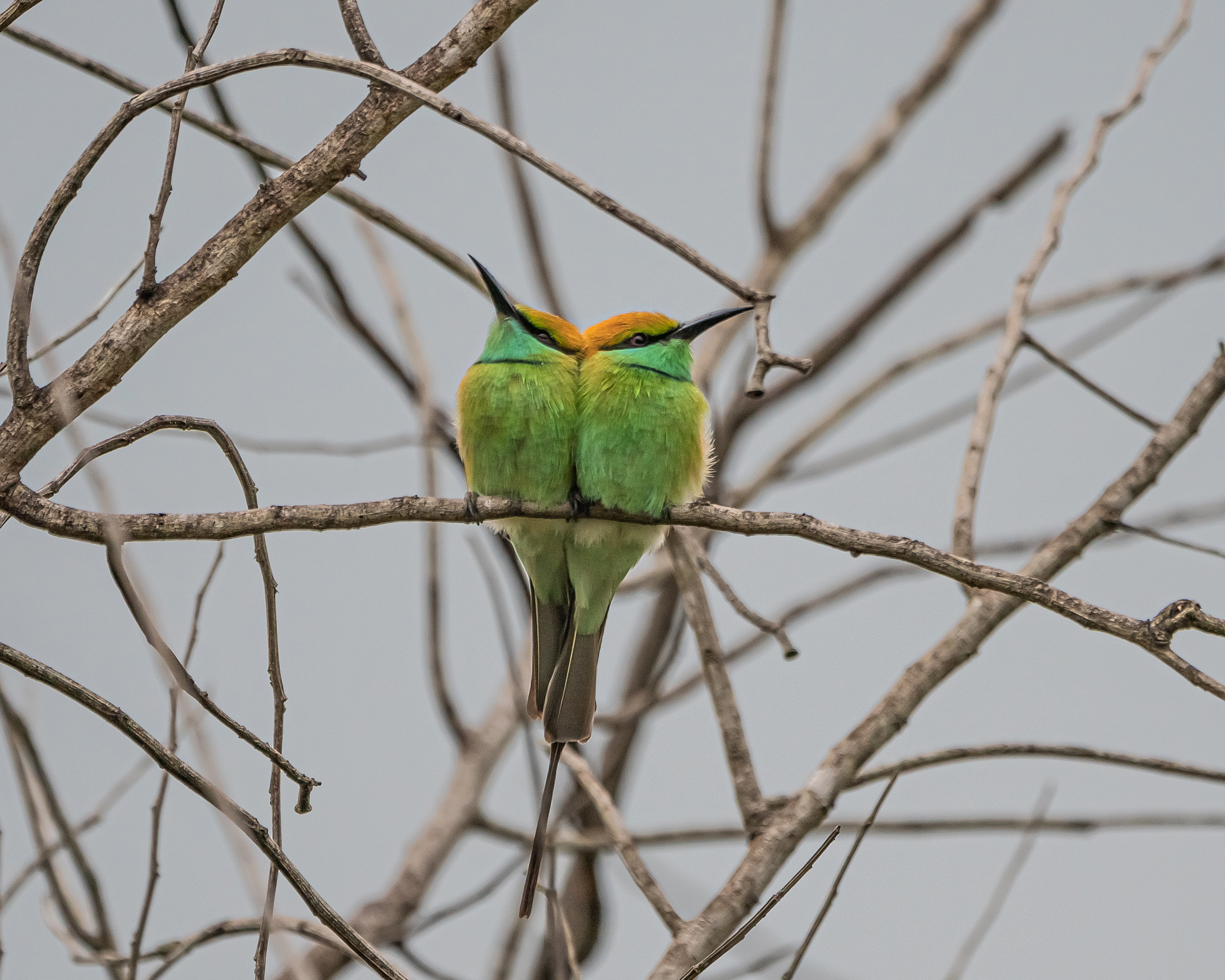
Guêpier d'Orient
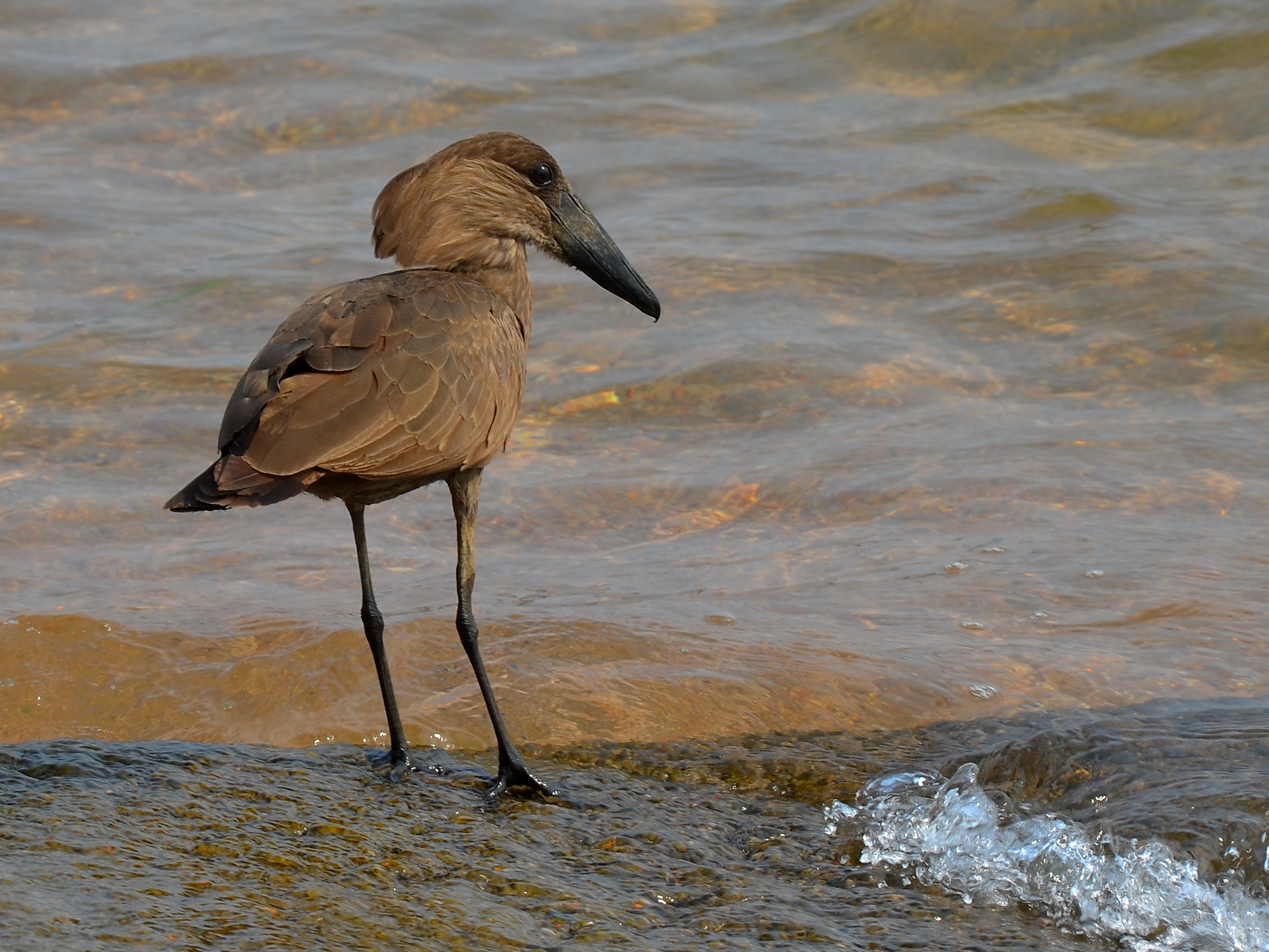
Ombrette africaine
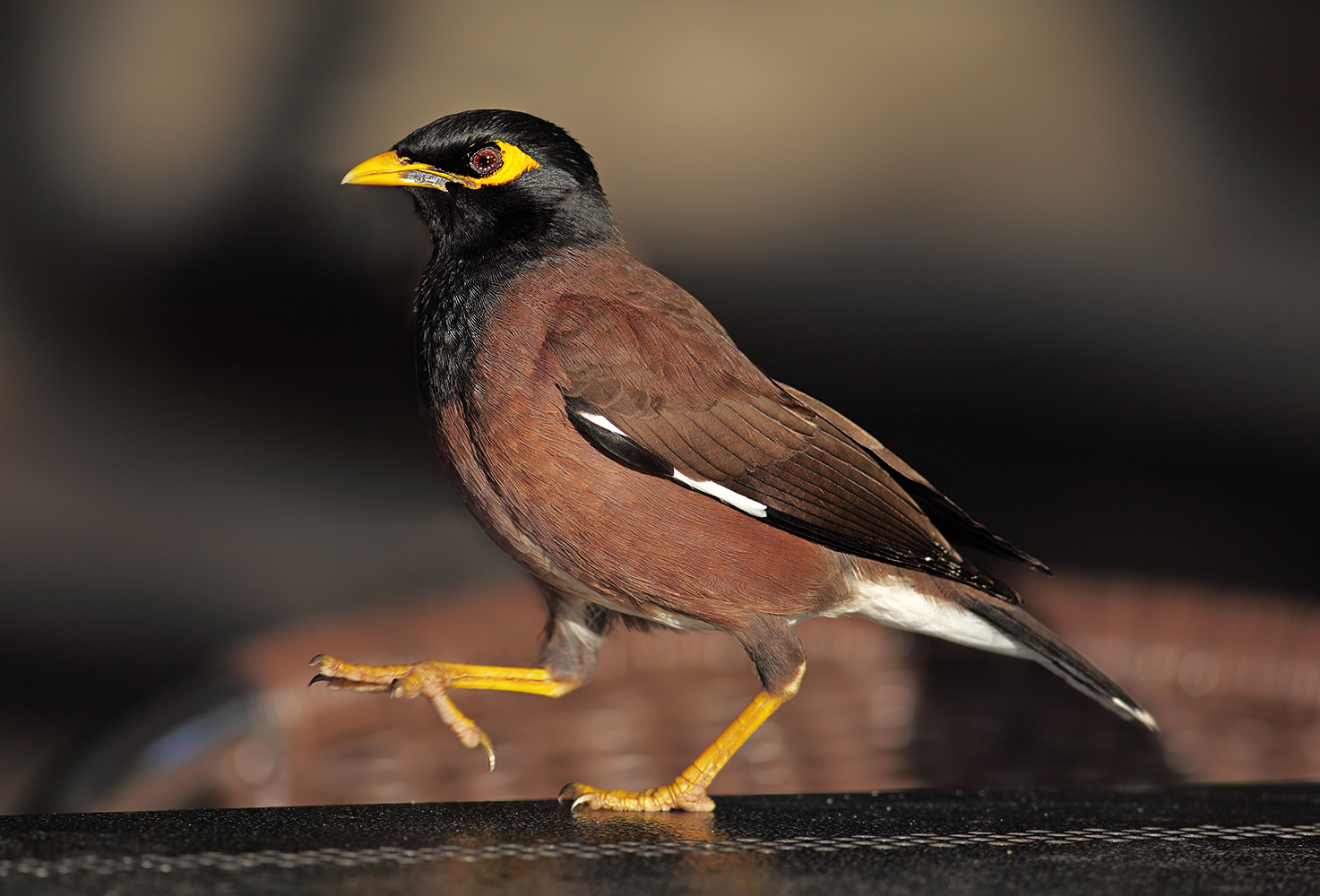
Martin triste

## Activités

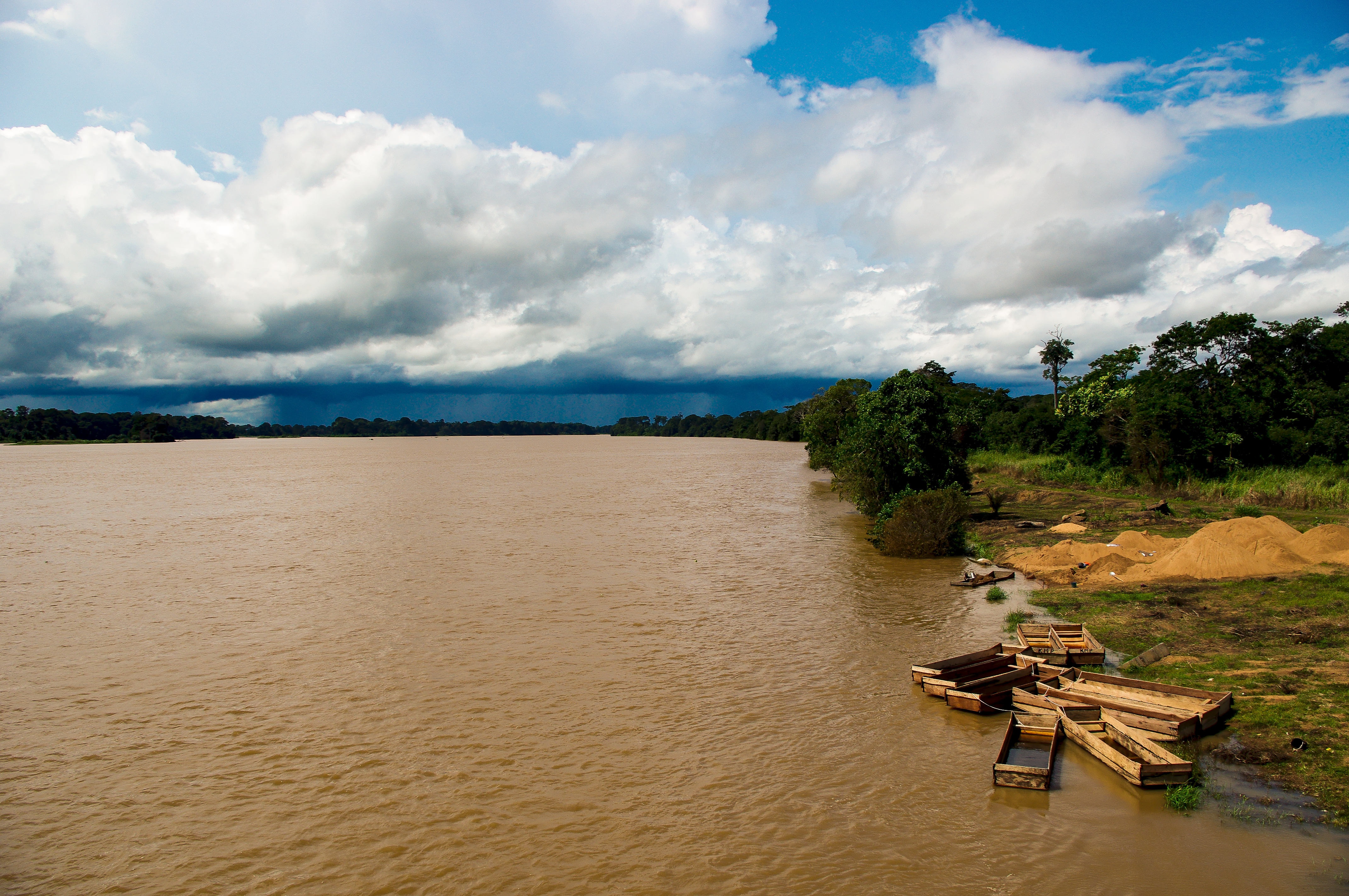
Le fleuve, août 2011.

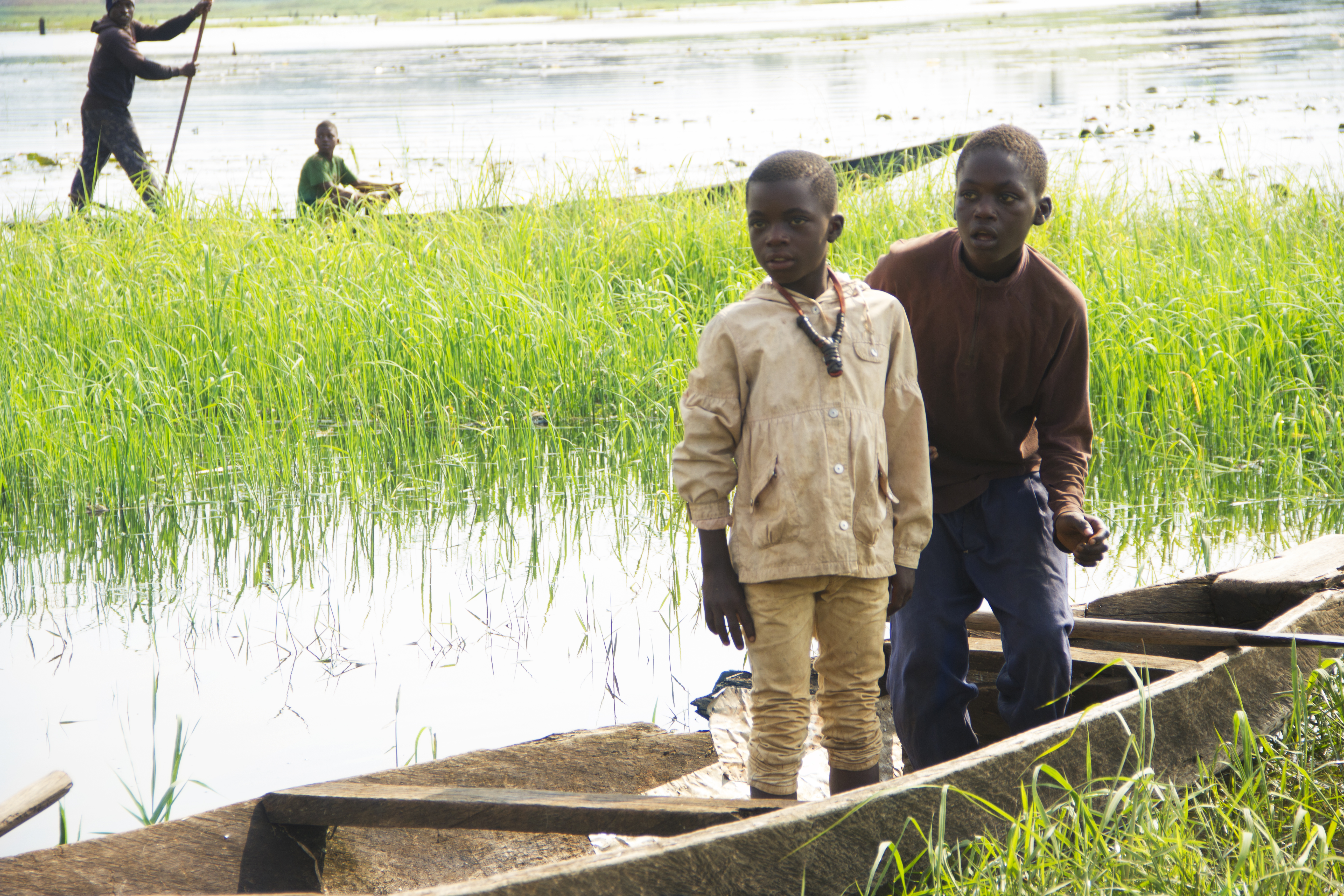
Enfants dans une pirogue près de Bamendjing.

### Histoire
Il forme la frontière entre le pays Bamiléké et le pays Bamoun.

### Tourisme
Le fleuve se prête à des activités de type kayak,,,,.

### Économie
Une exploration a été réalisée en amont du fleuve.
Un projet de barrage sur le Noun-Wouri de puissance annuelle garantie de 20 000 MW, soit 17 520 000 MWh commerciale, est en cours.

#### Pêche

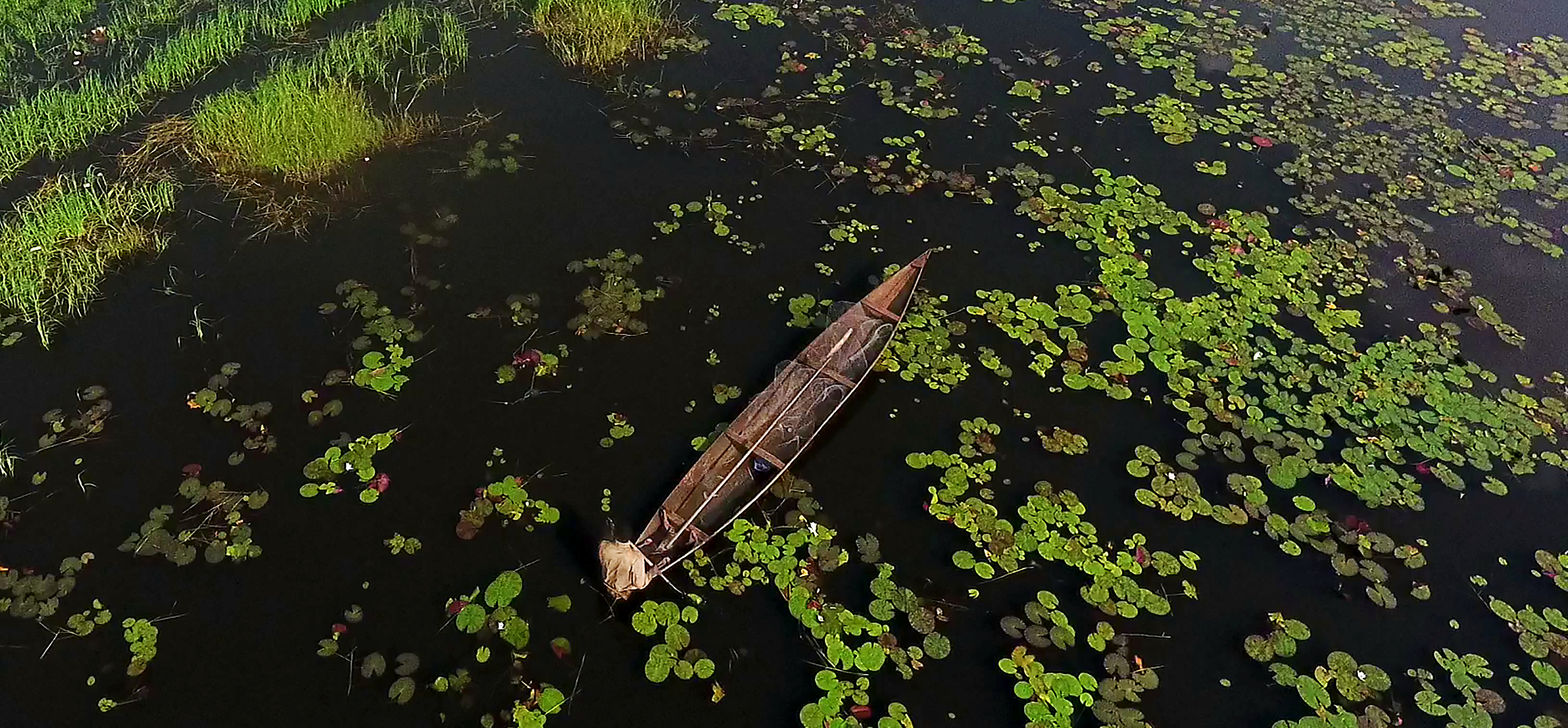
Un piroguier dans le fleuve.

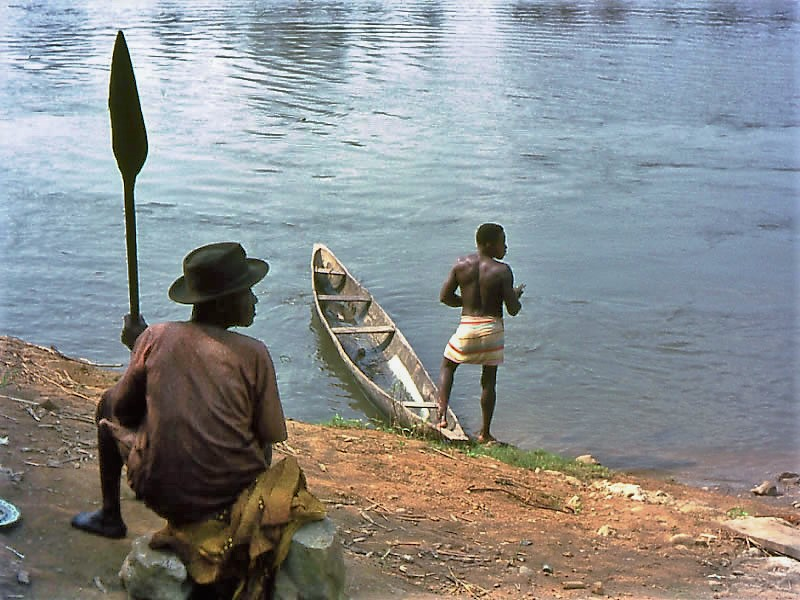
Pirogue sur le fkeuve Noun

La pêche est une activité économique principale des populations gui occupent le haut bassin du Noun. Son importance décroit quand on s'éloigne de la zone du barrage en direction du Nord de la rivière. Avec le régime hydrologique, la pêche à Bamendjin est meilleure qu'à Bangourain et Bangolab. Les plus grands villages de pêcheurs sont Njitapon, Bambalang et Bagam (surtout les iles et Nkessie).
La pêche est intéressante au cours de la saison sèche. Les eaux basses regagnent le lit du fleuve, et le poisson se concentre dans une surface réduite. Le filet et l'hameçon sont connus mais leur usage n'est pas très répandu. La création d'un lac artificiel introduira des espèces de poissons adaptées et en quantités pour les 333 km2 de superficie ouverte.